# Vandling
Vandling é um distrito localizado no estado norte-americano de Pensilvânia, no Condado de Lackawanna.

## Demografia
Segundo o censo norte-americano de 2000, a sua população era de 738 habitantes.
Em 2006, foi estimada uma população de 709, um decréscimo de 29 (-3.9%).

## Geografia
De acordo com o United States Census Bureau tem uma área de
3,4 km², dos quais 3,4 km² cobertos por terra e 0,0 km² cobertos por água.

## Localidades na vizinhança
O diagrama seguinte representa as localidades num raio de 12 km ao redor de Vandling.